# Álvaro Rodrigo Aguilar Aguilar
Álvaro Rodrigo Aguilar Aguilar (1958) es un guitarrista y cantante de Guatemala, miembro de la banda Alux Nahual.

## Biografía
Desde su juventud mostró interés en la ejecución de la guitarra y el canto. Sus dotes artísticos le permitieron participar en actividades culturales del Colegio Alemán de Guatemala, donde estudió desde su primaria hasta su graduación. Inició su carrera artística en varios restaurantes y bares, actividad que compartió con su hermano Plubio. En esa época formó una agrupación musical que tras algunos meses y la integración de otros músicos pasó a ser Alux Nahual.
Escribió la mayoría de las canciones de la banda y es su vocalista principal. Algunos temas exitosos de su autoría son La Fábula del Grillo y el Mar, Toca Viejo, Hombres de Maíz, Alto al Fuego, Fiesta Privada y Vuelve. Tiene cuatro producciones discográficas independientes, incluyendo un disco con sonidos ecológicos grabados en el Parque nacional Tikal. En la actualidad, trabaja en sus proyectos artísticos personales en la municipalidad de Guatemala.
- Datos: Q6172907